# Теллурат натрия
Теллурат натрия — неорганическое соединение,
соль натрия и теллуровой кислоты с формулой Na2TeO4,
бесцветные кристаллы,
слабо растворяется в воде,
образует кристаллогидраты.

## Получение
- Окисление теллурита натрия

{\displaystyle {\mathsf {Na_{2}TeO_{3}+H_{2}O_{2}\ {\xrightarrow {}}\ Na_{2}TeO_{4}+H_{2}O}}}

## Физические свойства
Теллурат натрия образует бесцветные кристаллы
ромбической сингонии,
пространственная группа P bcn,
параметры ячейки a = 0,5798 нм, b = 1,224 нм, c = 0,5214 нм, Z = 4
.
Слабо растворяется в воде.
Образует кристаллогидраты состава Na2TeO4•n H2O, где n = 2 и 4.